# Локустени (Долж)
Локустени (рум. Locusteni) насеље је у Румунији у округу Долж у општини Данеци. Oпштина се налази на надморској висини од 100 m.

## Становништво
Према подацима из 2002. године у насељу је живело 706 становника, од којих су сви румунске националности.